# Коробчаста черепаха коауїльська
Коробчаста черепаха коауїльська (Terrapene coahuila) — вид черепах з роду Коробчаста черепаха родини Прісноводні черепахи.

## Опис
Загальна довжина карапаксу досягає 16,8 см. Голова середнього розміру. Карапакс овальної форми, подовжений, куполоподібний, становить 40 % усього панцира. Є рухомі шарніри на пластроні, що дозволяє зачиняти панцир (змикати карапакс і пластрон). На задніх лапах по 3 пальці.
Голова має коричневий колір. Карапакс темно—коричневий, зелено—коричневий або жовто—коричневий. Пластрон коричневий з жовтуватим відтінком, містить темні плями.

## Спосіб життя
Полюбляє болота, річки і струмки з багатою рослинністю. Впадає у сплячку з листопада по березень. Як субстрат використовує бруд, опале листя.
Полює в дрібній воді із зануреною головою, а карапакс в цей час піднімається над поверхнею. Активна практично цілий рік, виключаючи короткі періоди екстремальних холоду та спеки. Харчується ягодами, фруктами, равликами, рибою, личинками комах, гусеню, цвіркунами, пуголовками, земляними хробаками, слимаками, грибами, зеленими рослинами. Молоді черепахи більш м'ясоїдні, ніж дорослі особини. Зазвичай їсть на світанку та у сутінках, особливо під час і після сильного дощу.
Період парування триває з вересня по червень. Під час парування самиці можуть защемляти ноги самця, процес може займати кілька годин. Спаровуванню передують покусування, кружляння, поштовхи, самець може кружляти самицю. Відкладання яєць відбувається з травня по вересень. За сезон самиця робить 1—2 кладки по 2—3 яйця. За температури 26—28 °C інкубаційний період триває 80—85 днів. Стать черепашенят залежить від температури інкубації.

## Розповсюдження
Мешкає в околицях Куатро-Сьенегас у штаті Коауїла (Мексика).